# فرخنده بوته‌ای
فرخنده بوته‌ای (نام علمی: Stilpnia vitriolina) گونه‌ای از پرندگان تیرهٔ فرخندگان (Thraupidae) است.
در کلمبیا و اکوادور یافت می‌شود. زیستگاه‌های طبیعی آن جنگل‌های کوهستانی نمناک نیمه‌گرمسیری یا گرمسیری، بوته‌زارهای نیمه‌گرمسیری یا گرمسیری با ارتفاع بالا و جنگل‌های پیشین به شدت تخریب شده است.